# Sitowna

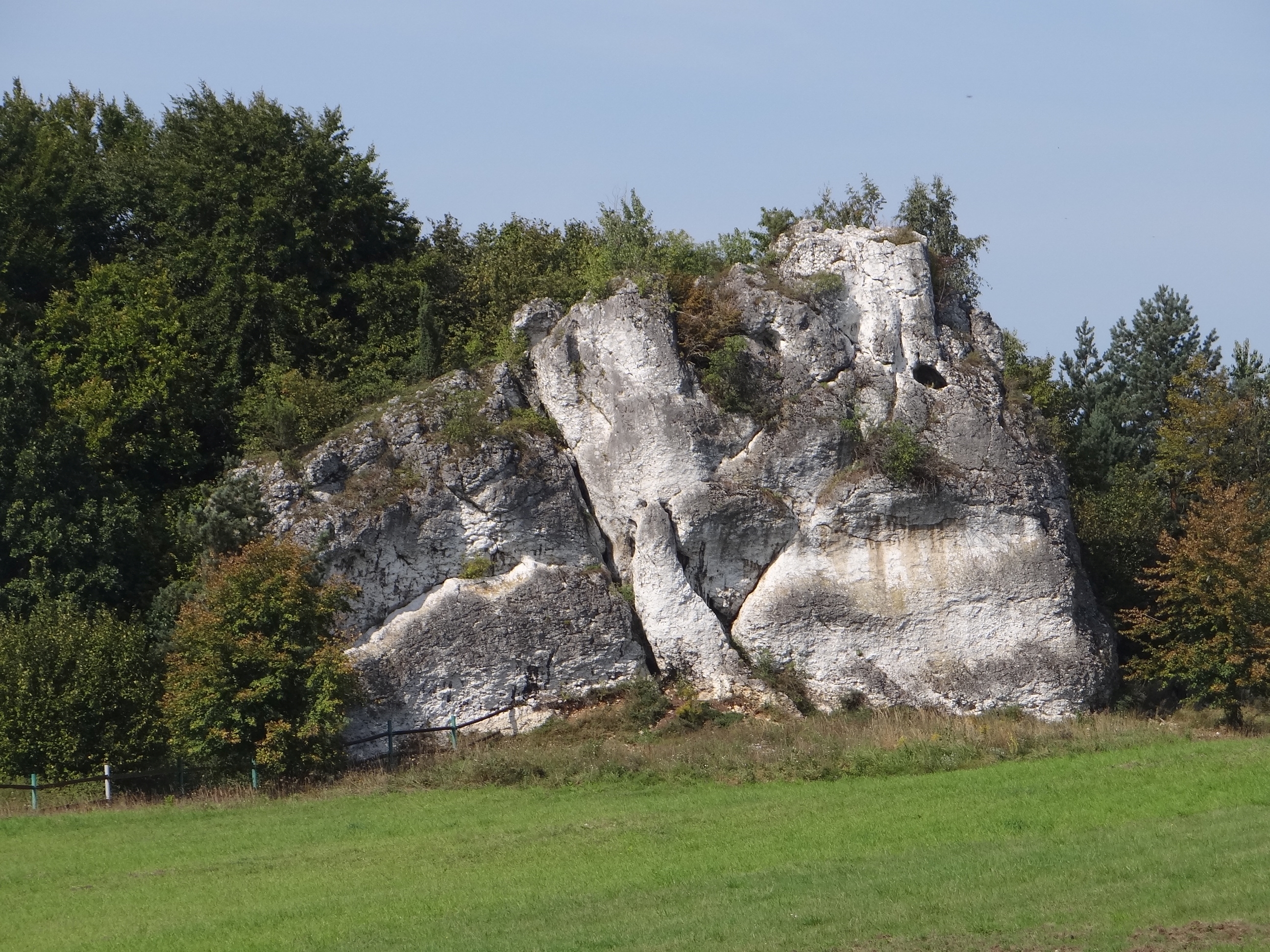
Skała Sitowna

Sitowna – wzniesienie i skała w miejscowości Ryczów-Kolonia w województwie śląskim, w powiecie zawierciańskim, w gminie Ogrodzieniec. Na mapie Geoportalu jest opisana jako Sitowina. Znajduje się po północno-wschodniej stronie drogi z Ryczowa do Podzamcza. Wzniesienie ma wysokość około 440 m n.p.m., jego szczyt, w odległości około 110 m od drogi wieńczy skała Sitowna. Jest z tej drogi widoczna.
Pod względem geograficznym Sitowna znajduje się w mikroregionie Wyżyna Ryczowska na Wyżynie Częstochowskiej będącej częścią Wyżyny Krakowsko-Częstochowskiej. Zbudowana z wapieni skała Sitowna jest jedną z licznych skał w tym mikroregionie. Znajduje się na ogrodzonym terenie prywatnym. W otoczeniu skały odbywa się wypas kóz i owiec. W Wojewódzkim Programie Aktywizacji Gospodarczej oraz Zachowania Dziedzictwa Kulturowego Beskidów i Jury Krakowsko- Częstochowskiej — Owca Plus, teren ten oceniony został jako cenny krajobrazowo z zaleceniem wycinki drzew i krzewów. 